# Tamara Csipes
Tamara Csipes (Boedapest, 24 augustus 1989) is een Hongaarse kanovaarster.
Csipes won tijdens de Olympische Zomerspelen 2016 de gouden medaille in de K4 500m. Csipes werd in 2015 vier maanden geschorst vanwege het missen van een dopingtest.
Csipes haar vader won vier olympische medailles bij het kanovaren.

## Belangrijkste resultaten

### Olympische Zomerspelen
| Editie | Plaats         | Resultaten |
| ------ | -------------- | ---------- |
| 2016   | Rio de Janeiro | K4 500m    |

### Wereldkampioenschappen vlakwater
| Jaar | Plaats           | Resultaten            |
| ---- | ---------------- | --------------------- |
| 2010 | Poznań           | K2 1000m · K4 500m    |
| 2011 | Szeged           | K1 1000m · K1 5000m · |
| 2014 | Moskou           | K-2 500 m · K1 1000m  |
| 2018 | Montemor-o-Velho | K2 1000m              |
| 2019 | Szeged           | K1 1000m · K4 500m    |

1984: Agafia Constantin & Nastasia Ionescu & Tecla Marinescu & Maria Ştefan ·
1988: Anke Nothnagel & Ramona Portwich & Birgit Schmidt-Fischer & Heike Singer ·
1992: Kinga Czigány & Éva Dónusz & Rita Kőbán & Erika Mészáros ·
1996: Birgit Fischer & Manuela Mucke & Ramona Portwich & Anett Schuck ·
2000: Birgit Fischer & Manuela Mucke & Anett Schuck & Katrin Wagner-Augustin ·
2004: Birgit Fischer & Carolin Leonhardt & Maike Nollen & Katrin Wagner-Augustin ·
2008: Fanny Fischer & Nicole Reinhardt & Katrin Wagner-Augustin & Conny Waßmuth ·
2012: Krisztina Fazekas & Katalin Kovács & Danuta Kozák & Gabriella Szabó ·
2016: Tamara Csipes & Krisztina Fazekas-Zur & Danuta Kozák & Gabriella Szabó ·
2020: Kozák & Csipes & Kárász & Bodonyi ·
2024: Carrington & Hoskin & Brett & Vaughan